# كولن بارتون
كولن بارتون (بالإنجليزية: Colin Barton)‏ هو لاعب كرة قدم أسترالية أسترالي، ولد في 17 أبريل 1937.

## وصلات خارجية
- كولن بارتون على موقع AustralianFootball.com (الإنجليزية)
- كولن بارتون على موقع AFLtables.com (الإنجليزية)